# Dishman (Washington)
Dishman est une ville du comté de Spokane dans l'état de Washington aux États-Unis.
En 2000, sa population était de 10 031 habitants.